# 桑多瓦爾 (伊利諾伊州)
桑多瓦爾（英語：Sandoval）是位於美國伊利諾伊州馬里昂縣的一個村落。

## 地理
桑多瓦爾的座標為38°36′47″N 89°07′14″W / 38.61306°N 89.12056°W，而該地最高點為海拔高度155米（即509英尺）。

## 人口
根據2010年美國人口普查的數據，桑多瓦爾的面積為2.60平方千米，當中陸地面積為2.60平方千米，而水域面積為0.00平方千米。當地共有人口1274人，而人口密度為每平方千米490人。